# Kateřina Mandelíková
Kateřina Mandelíková (* 13. Juni 2003) ist eine tschechische Tennisspielerin.

## Karriere
Mandelíková spielt bislang vor allem Turniere der ITF Women’s World Tennis Tour, wo sie bislang zwei Titel im Doppel gewinnen konnte.
Im Juni 2019 stand sie zusammen mit ihrer Partnerin Anna Morgina im Finale des mit 25.000 US-Dollar dotierten ITF Přerov, wo sie gegen Karolína Kubáňová und Nikola Tomanová mit 4:6 und 6:72 verloren.

## Turniersiege

### Doppel
| Nr. | Datum        | Turnier  | Kategorie | Belag | Partnerin          | Finalgegnerinnen                  | Ergebnis  |
| --- | ------------ | -------- | --------- | ----- | ------------------ | --------------------------------- | --------- |
| 1.  | 8. Juni 2024 | Focșani  | ITF W15   | Sand  | Briana Szabó       | Victoria Bosio Patricia Maria Țig | 7:63, 6:0 |
| 2.  | 6. Juli 2024 | Mogyoród | ITF W15   | Sand  | Ingrid Vojčináková | Panna Bartha Katerina Tsygourova  | 6:2, 7:5  |

### College Tennis
Seit 2022 spielt Mandelíková für das Damentennisteam der Golden Panthers der Florida International University.